# Liste der Bodendenkmäler in Altenbuch
Auf dieser Seite sind die Bodendenkmäler in der unterfränkischen Gemeinde Altenbuch zusammengestellt. Diese Tabelle ist eine Teilliste der Liste der Bodendenkmäler in Bayern. Grundlage ist die Bayerische Denkmalliste, die auf Basis des Bayerischen Denkmalschutzgesetzes vom 1. Oktober 1973 erstmals erstellt wurde und seither durch das Bayerische Landesamt für Denkmalpflege geführt wird. Die folgenden Angaben ersetzen nicht die rechtsverbindliche Auskunft der Denkmalschutzbehörde.

## Bodendenkmäler in Altenbuch
| Lage                        | Objekt | Akten-Nr.     | Bild |
| --------------------------- | --- | ------------- | ---- |
| (Standort)                  | Glashütte der ersten Hälfte des 17. Jahrhunderts. | D-6-6122-0007 |      |
| (Standort)                  | Spätmittelalterliche bis frühneuzeitliche Glashütte. | D-6-6122-0008 |      |
| Nähe Kirchstraße (Standort) | Archäologische Befunde im Bereich der frühneuzeitlichen, in der späten Neuzeit erweiterten katholischen Pfarrkirche St. Wolfgang von Unteraltenbuch mit Körperbestattungen im ummauerten Kirchhof. | D-6-6122-0026 |      |